# Бачой
Бачой (также Бэчой; рум. Băcioi) — село в Молдавии, в составе сектора Ботаника муниципия Кишинёв. Вместе с сёлами Браила, Страйстены и Фрумушика образуют коммуну Бачой.

## История
Многие столетия через село проходила почтовая дорога из Кишинёва на юг края, в сторону села Резены, откуда дальше на Гура-Галбеней и Леово, либо на Чимишлию и Рени. В настоящее время рядом с западной окраиной села проходит магистральная дорога национального значения М3 (Кишинёв-Чимишлия-Джурджулешты). 4-полосную цементобетонную трассу строили в промежутке между 1985 и 1992 годами.
В 1861 году в селе было 270 хозяйств и 1086 жителей. В 2001 году в селе проживало около 10 680 человек.
В 1867 году в селе Бачой была построена церковь «Святых Арх. Михаила и Гавриила». На протяжении всего времени, даже в годы Советской власти, она оставалась открытой для посещения прихожанам. Весной 2007 года на приходе начались восстановительные работы фасада храма, которые окончились в начале 2008 года.
До 1991 года село Бачой относилось к району Яловень, в состав которого входили также села Браила и Фрумушика, однако после присвоения городу Кишинёву статуса муниципия, данные сёла вошли в состав города Кишинёва.

## Известные люди
В селе родился Ерхан, Михаил Дмитриевич (1861 — после 1913) — русский священник, композитор и дирижёр.

## Примечание
1. ↑  Bogdan I. Documentele lui Ștefan cel Mare. Volumul I. Hrisoave și cărți domnești (1457-1492) (рум.) — București: Editura „Socec”, 1913. — С. 287. — 556 с.